# Храмовый комплекс Самофракии

Карта греческих святилищ

Храмовый комплекс Самофракии (Святилище Кабиров, Святилище Великих Богов, греч. Ιερό των Μεγάλων Θεών) — одна из главных религиозных святынь Древней Греции на острове Самотраки у побережья Фракии. Святилище располагалось к западу от древнего города Самофракия. Многочисленные хтонические божества, почитаемые в святилище, известны под собирательным названием Кабиры. Центральным божеством была Великая Мать. Тайным именем Великой Матери было Аксиерос. Греки отождествляли её с Деметрой. Почиталась Геката в пещере Зеринф. Почитался Кадмилос (Καδμίλος), супруг Аксиерос. Греки отождествляли его с Гермесом. Кадмилоса сопровождали два мужских божества, которые могут соответствовать Дардану и Иасиону. Греки отождествляли их с Диоскурами: Кастором и Полидевком. Почитались божества подземного мира Аксиокерсос и Аксиокерса, которых греки отождествляли с Аидом и Персефоной.

План храмового комплекса Самофракии

Как отмечает Страбон, божеств на Самофракии многие отождествляют с Кабирами, но не могут объяснить, кто такие Кабиры. Во время плавания аргонавты посетили кабиров на Самофракии, что описывалось в сатировской драме Эсхила «Кабиры», где кабиры угощали их вином. На этом острове кабиры почитались именно как покровители мореходства.

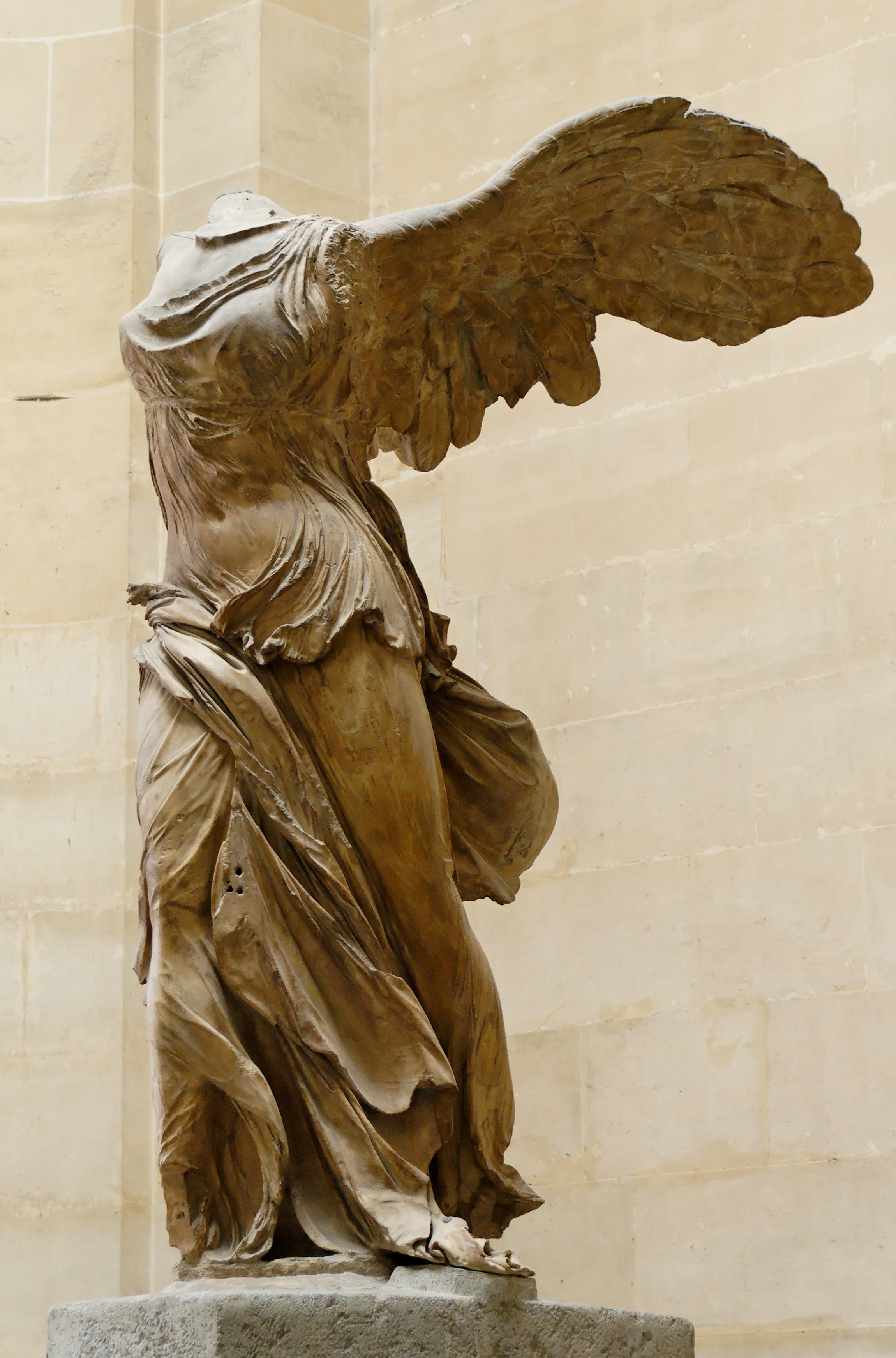
Ника Самофракийская. Лувр, Париж

В Самофракии существовало особое сословие Кабиров-жрецов, на обязанности которых лежало устройство в их честь торжественных процессий, переходивших из одного святилища в другое и сопровождавшихся шумной музыкой и танцами. Ритуал самофракийских мистерий, скорее всего, представлял собой танец вооружённых юношей, которые сопровождали его бряцаньем оружия. Марк Туллий Цицерон называет эти празднества оргиями и говорит, что они происходили ночью. Среди участников этих мистерий были и женщины, но в количественном отношении их было значительно меньше. Плутарх, например, сообщает о том, что Филипп и Олимпиада Эпирская познакомились во время посвящения в мистерии кабиров на Самофракии.
Из многочисленных имен Кабиров сохранились только следующие, приведенные в схолиях к «Аргонавтике» Аполлония Родосского вместе с их отождествлениями с богами: три кабира: Аксиерос (Деметра), Аксиокерса (Персефона), Аксиокерсос (Аид) и служитель Касмилос (или Кадмилос) (Гермес, позднее связано с Камилл, лат. camillus, «служитель»).
Скопас создал статуи Афродиты и Потоса, почитаемых на Самофракии.

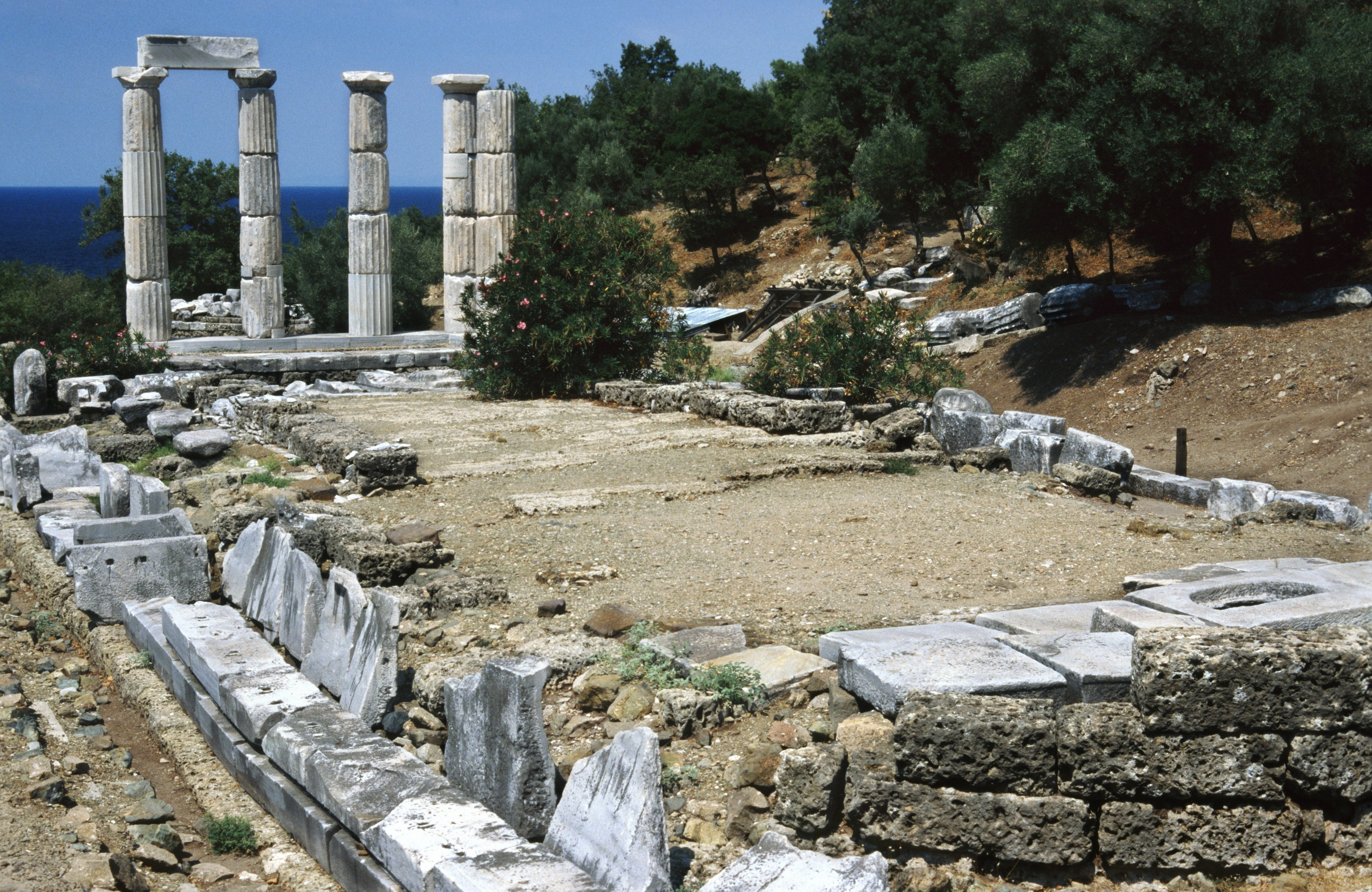
Храм Кабиров. III век до н. э.

Около середины III века до н. э. был построен мистериальный храм Кабиров. Является примером нового типа культовых сооружений, связанного с приспособлением греческих композиций к новым культам. Представляет собой шестиколонный дорический простиль с глубоким портиком и очень удлинённым планом, имеющим форму трёхнефной базилики с трансептом и апсидой.

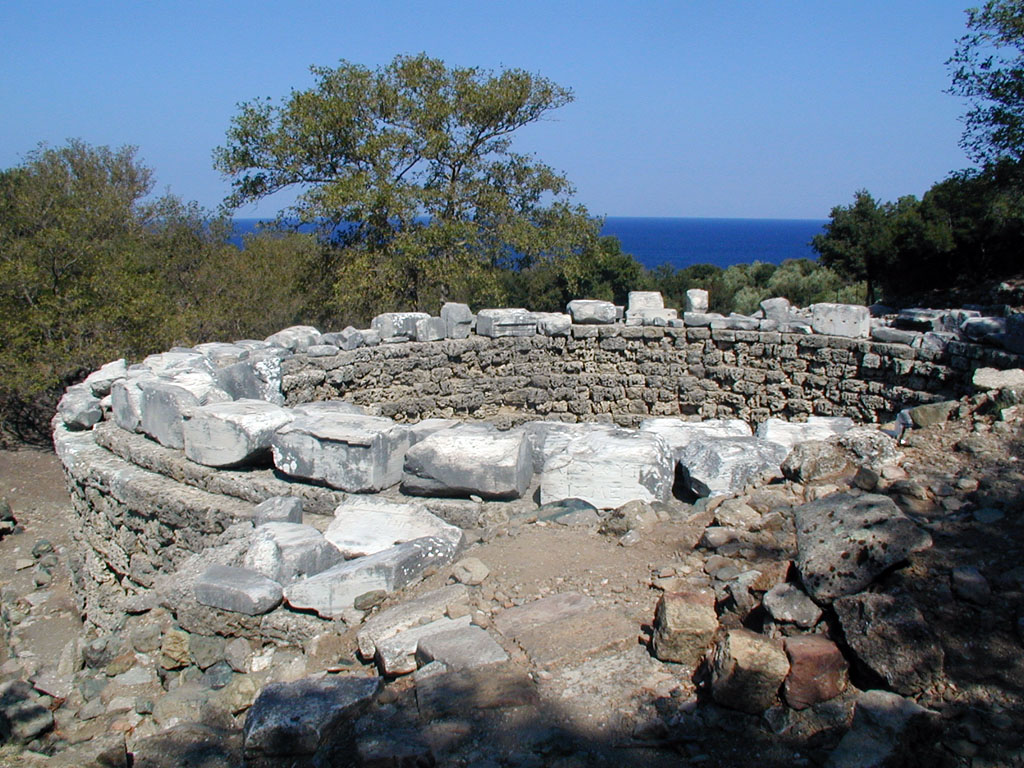
Арсинойон. III век до н. э.

Круглый в плане Арсинойон был построен около 280 года до н. э. Представлял собой двухъярусный цилиндр с конической крышей. Перекрытие над цоколем поддерживали невысокие опоры, снаружи представлявшие собой дорические пилястры, а внутри — коринфские полуколонны.
В апреле 1863 года французским консулом и археологом-любителем Шарлем Шампуазо на территории святилища найдена статуя Ника Самофракийская, хранящаяся в Лувре в Париже.